# Floresta Azul
Floresta Azul is een gemeente in de Braziliaanse deelstaat Bahia. De gemeente telt 10.364 inwoners (schatting 2009).